# Echinocereus nicholii
Echinocereus nicholii es una especie de planta fanerógama de la familia Cactaceae que se distribuye en Arizona en Estados Unidos y Sonora en México. La palabra nicholii es un epónimo en honor a Andrew A. Nichol, biólogo estadounidense.

## Descripción
Crece ramificando desde la base, formando grandes agrupaciones de hasta 30 tallos. Sus tallos son cilíndricos, erectos de 30 a 60 cm de largo y 6 cm de ancho. Tiene de 10 a 13 costillas. Las espinas son largas, blancas a amarillas. Tiene de 2 a 6 espinas centrales, rectas y de 6 cm de largo. Posee de 6 a 12 espinas radiales, divergentes y rectas de aproximadamente 1 cm de largo. La flor aparece en la parte superior de los tallos, es funeliforme, de color lavanda opaco y de 5 a 6 cm de largo y ancho. El fruto que produce es ovoide, de color verde a rojizo dependiendo el estado de maduración.

## Distribución y hábitat
Se distribuye en el desierto sonorense y en Waterman Mountains al oeste de Tucosn. Habita en matorrales xerófilos sobre suelos calizos y basálticos, en elevaciones de 300 a 900 m s. n. m.

## Usos
Es cultivada y comercializada como planta ornamental.

## Estado de conservación
La principal amenaza para la conservación de esta especie es la minería, sin embargo, su área de distribución es amplia y sólo afecta a una pequeña porción. Además, habita en área protegidas como el Refugio Nacional de Vida Silvestre Cabeza Prieta en Estados Unidos y la Reserva de la Biósfera El Pinacate y Gran Desierto de Altar en México.